# Hombrados
Hombrados – gmina w Hiszpanii, w prowincji Guadalajara, w Kastylii-La Mancha, o powierzchni 37,84 km². W 2011 roku gmina liczyła 37 mieszkańców.